# 范陽郡
范陽郡（はんよう-ぐん）は、中国にかつて存在した郡。三国時代から唐代にかけて、現在の河北省と北京市にまたがる地域に設置された。

## 概要
漢の高祖が設置した涿郡を前身とする。三国の魏の文帝により、涿郡は范陽郡と改称された。
265年（泰始元年）、司馬綏が晋の范陽王に封じられると、范陽郡は范陽国と改められた。西晋の范陽国は幽州に属し、涿・良郷・方城・長郷・遒・故安・范陽・容城の8県を管轄した。
北魏のとき、范陽郡は涿・固安・范陽・萇郷・方城・容城・遒の7県を管轄した。
583年（開皇3年）、隋が郡制を廃すると、范陽郡は廃止されて、幽州に編入された。607年（大業3年）に州が廃止されて郡が置かれると、幽州は涿郡と改称された。
618年（武徳元年）、唐により涿郡は幽州と改められた。742年（天宝元年）、幽州は范陽郡と改称された。758年（乾元元年）、范陽郡は幽州と改称され、范陽郡の呼称は姿を消した。